# Gonocòccia
La blennorràgia o gonorrea o gonocòccia (col·loquialment purgació) és una malaltia infecciosa de transmissió sexual, causada per Neisseria gonorrhoeae o gonococ, un bacteri diplococ gramnegatiu. Segons les pràctiques sexuals, pot infectar els genitals masculins, els femenins, la faringe, l'anus i el recte. La gonorrea es troba entre les malalties de transmissió sexual més comunes del món. En les dones embarassades el gonococ pot transmetre's al fetus i causar oftàlmia neonatal en el nounat.
El tractament curatiu és amb antibiòtics, tot i que cal que sempre siguin prescrits per un metge, ja que un dels problemes més importants en el tractament d'aquesta malaltia en l'actualitat és l'alt índex de resistències de N. gonorreae a molts antibiòtics.

## Transmissió
La gonocòccia es transmet per contacte directe entre mucoses (genital–genital, genital–anal, oral–anal o genital–oral) durant les relacions sexuals si la parella està infectada.
També es pot transmetre de mare a fill en el moment del part.
El terme 'gonorrea' prové del grec γονόρροια (gonórrhoia) i significa literalment «flux de llavor»; en temps antics era incorrectament considerat que la descàrrega de pus associada a la malaltia contenia semen.

## Afectacions corporals
Neissèria gonorrhoeae és un patogen que afecta exclusivament als humans i que afecta predominantment l'epiteli columnar o cilíndric de la uretra i de l'endocèrvix, i també el del recte, la faringe i la conjuntiva ocular.
Els símptomes i signes de la infecció varien segons la seva localització. La freqüent coinfecció amb altres microorganismes també pot contribuir a la clínica del pacient.
Segons quin sigui el punt de contagi primari la infecció es pot localitzar a l'aparell reproductiu, a l'aparell urinari, a la faringe, a l'anus-recte o a la conjuntiva (conjuntivitis del nounat).

## Símptomes[4]

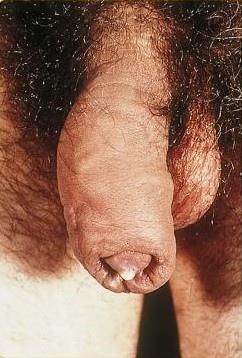
Excreció típica de la gonorrea masculina.

La infecció gonocòccica pot cursar de forma asimptomàtica. Quan dona símptomes, aquests poden aparèixer entre els dies 2 i 21 després de l'exposició al bacteri i variaran en funció de la localització de la infecció.
Símptomes exclusius de l'home: uretritis
La uretritis és simptomàtica fins al 90 per cent dels casos. El període d'incubació (des del contagi fins a donar símptomes) és generalment entre 2 i 8 dies (rang d'1 a 14).
La manifestació clínica és una secreció uretral purulenta, que pot anar acompanyada de disúria (dolor a l'orinar amb sensació de cremor a la uretra) en la meitat dels casos. Si hi ha afectació de la uretra posterior pot haver-hi tenesme (desig imperiós d'orinar), hematúria terminal i dolor uretral.
Les complicacions més importants, causades per la disseminació del bacteri per la uretra, poden ser: 
- l'orquiepididimitis (inflamació combinada del testicle i de l'epidídim que el recobreix). Habitualment és unilateral,
- la prostatitis i la inflamació de la vesícula seminal, que poden cursar amb febre, malestar general, molèstia en la zona del perineu, tenesme, dolor suprapúbic, retenció o urgència miccional, hematúria i ejaculació dolorosa i poden evolucionar a una prostatitis crònica.

Símptomes exclusius de la dona: cervicitis
La cervicitis és la inflamació del coll de la matriu. És asimptomàtica en el 50 per cent dels casos. Quan dona símptomes, apareixen als 10 dies de l'exposició al bacteri i poden ser: leucorrea mucopurulenta, disúria, dolor a hipogastri (la part inferior del ventre) i, amb poca freqüència, metrorràgia o menorràgia.
Com a complicacions pot haver-hi:
- Afectació de les glàndules d'Skene i de les de Bartholino, causant abscessos, generalment unilaterals.
- En un 14 per cent dels casos no tractats, la infecció pot estendre's en sentit ascendent i originar una malaltia inflamatòria pèlvica, que inclou endometritis (inflamació de l'endometri), salpingitis (inflamació de les trompes de Fal·lopi) i peritonitis, causant leucorrea, metrorràgies, menorràgies, dolor hipogastri i febre.
- Afectació de les trompes de Fal·lopi, que en un 20 per cent dels casos, pot originar la seva obstrucció i en conseqüència, infertilitat o embaràs ectòpic.

Símptomes comuns a dones i homes
Alguns símptomes de la gonorrea poden donar-se tant en les dones com en els homes. Són els següents:
- Infecció anorectal. S'adquireix per relacions sexuals anals (en dones i en homes que tenen sexe amb altres homes) o en dones per l'afectació de l'anus a partir de secrecions vaginals contaminades, tot i que és poc freqüent en absència de relacions anals. Pot ser asimptomàtica en el 90 per cent dels casos i en el 10 per cent restant pot causar proctitis.
- Infecció orofaríngea. S'adquireix per contacte boca–genital. Acostuma a ser asimptomàtica, però ocasionalment pot causar molèstia a la gola.
- Conjuntivitis. Molt rara en les persones adultes. Pot anar acompanyada d'inflamació i exsudat purulent en un o en ambdós ulls.
- Complicacions degudes a la disseminació de la infecció per la sang. Molt rares. Hi pot haver febre, dolors i/o inflamació de les articulacions, afectació de la pell.

Ophthalmia neonatorum, és una conjuntivitis del nounat adquirida al seu pas pel canal del part infectat per gonocòccia, durant el naixement. Es manifesta entre el segon i el cinquè dia després del naixement, amb un exsudat purulent abundant en els ulls i inflamació de les parpelles.

## Tractament

### Antibiòtics
Els antibiòtics s'utilitzen per tractar les infeccions per gonorrea. A partir del 2016, tant la ceftriaxona per injecció com l'azitromicina per via oral es consideren les més efectives. No obstant això, a causa de les taxes creixents de resistència als antibiòtics, els patrons de susceptibilitat local s'han de tenir en compte a l'hora de decidir el tractament. L'ertapenem és un tractament alternatiu potencial eficaç per a la gonorrea resistent a la ceftriaxona.
Els adults poden tenir els ulls infectats amb gonorrea motiu pel qual requereixen una higiene personal i medicaments adequats. No s'ha demostrat que l'addició d'antibiòtics tòpics millori les taxes de curació en comparació amb els antibiòtics orals sols en el tractament de la gonorrea infectada ocular. Per als nounats, es recomana la pomada d'eritromicina com a mesura preventiva de la conjuntivitis infantil gonocòccica.
Les infeccions de la gola poden ser especialment problemàtiques, ja que els antibiòtics tenen dificultats per concentrar-s'hi prou per destruir els bacteris. Això s'amplifica pel fet que la gonorrea faríngia és majoritàriament asimptomàtica, i els gonococs i les espècies comensals de Neisseria poden coexistir durant llargs períodes a la faringe i compartir gens de resistència antimicrobiana. Per tant, és important un enfocament millorat en la detecció precoç (és a dir, el cribratge de poblacions d'alt risc, com ara els homes que tenen sexe amb homes, les proves de PCR) i el tractament adequat de la gonorrea faríngia.

### Parelles sexuals
Es recomana que les parelles sexuals siguin provades i potencialment tractades. Una opció per tractar les parelles sexuals de persones infectades és la teràpia de parella proporcionada pel pacient (PDPT), que consisteix a proporcionar receptes o medicaments a la persona perquè els porti a la seva parella sense que el metge l'examini primer.
Actualment, els Centres per al Control i la Prevenció de Malalties (CDC) dels Estats Units recomanen que les persones que han estat diagnosticades i tractades per la gonorrea evitin el contacte sexual amb altres persones fins almenys una setmana després de l'últim dia de tractament per evitar la propagació del bacteri.
El tractament de la gonocòccia en persones coinfectades pel VIH no requereix una pauta diferent.

### Resistència als antibiòtics
D'ençà que a principis del segle xx es va introduir l'ús d'antibiòtics per al tractament de la gonorrea, Neisseria gonorrhoeae ha anat desenvolupant resistències a tots els emprats al llarg de la història i ha obligat a modificacions freqüents de les guies terapèutiques a nivell mundial. Així, la British Association for Sexual Health and HIV ha emès recentment un esborrany sobre el tractament de la gonocòccia i la International Union against Sexually Transmitted Infections, està en procés de revisió de les seves recomanacions. Per tot això, es molt important realitzar el cultiu de Neisseria gonorrhoeae per al diagnosticar la infecció, poder aïllar el microorganisme i fer l'antibiograma, que permetrà determinar les resistències als antibiòtics a nivell local.
Molts antibiòtics que abans eren efectius, com ara la penicil·lina, la tetraciclina i les fluoroquinolones, ja no es recomanen a causa de les altes taxes de resistència. La resistència a la cefixima ha assolit un nivell tal que ja no es recomana com a agent de primera línia als Estats Units i, si s'utilitza, s'ha de tornar a provar una persona després d'una setmana per determinar si la infecció encara persisteix. Els funcionaris de salut pública estan preocupats perquè un patró emergent de resistència pugui predir una epidèmia global. L'any 2016, l'OMS va publicar noves directrius per al tractament, afirmant que "Hi ha una necessitat urgent d'actualitzar les recomanacions de tractament de les infeccions gonocòcciques per respondre als patrons canviants de resistència als antimicrobians (RAM) de N. gonorrhoeae . La resistència d'alt nivell a les quinolones prèviament recomanades està en augment i la susceptibilitat disminuïda a les cefalosporines d'espectre estès (tercera generació), un altre tractament de primera línia recomanat a les directrius del 2003, està augmentant i diversos països han informat de fracassos del tractament."

## Prevenció
Com passa amb la majoria de les malalties de transmissió sexual, el risc d'infecció es pot reduir significativament mitjançant l'ús correcte de preservatius, no mantenir relacions sexuals o es pot eliminar gairebé completament limitant les activitats sexuals a una relació mútuament monògama amb una persona no infectada.
Es recomana a les persones infectades prèviament que tornin per rebre atenció de seguiment per assegurar-se que la infecció s'ha eliminat. A més de l'ús del contacte telefònic, s'ha trobat que l'ús del correu electrònic i la missatgeria de text milloren les proves davant la possibilitat de nova infecció.
Els nadons que passen pel canal de part reben ungüent d'eritromicina als ulls per prevenir la ceguesa per infecció. S'ha de tractar la gonorrea subjacent; si això es fa, normalment hi ha un bon pronòstic.